# عدم تحمل الهستامين
عدم تحمّل الهستامين (بالإنجليزية: Histamine intolerance)‏، وأحياناً يطلق عليه مُسمّى عام كحساسية أو تحسس، توصف بأنها حالة يحدث فيها تراكم مفرط للهستامين داخل الجسم، ينتج عنها أعراض كثيرة لدى الإنسان.
أما عن مصدر هذا الهستامين، فمنه يدخل إلى الجسم مع الغذاء (قد يكون بكميات كبيرة، خاصةَ إذا تم تناول أغذية معينة تحوي كميات كبيرة من الهستامين) وآخر تُصنّعه بعض الخلايا في الجسم. أما عن سبب هذا التراكم المُفرط أو كما يسمى «خلل اتزان» فيحدث بسبب ضعف في عملية تكسير الهستامين الذي يزيد عن حاجة الجسم، والتي تسمى بعملية «أيض الهستامين» والتي تعتبر ضرورية حتى يحافظ الجسم على مستوى طبيعي منه.
أما سبب هذا الضعف فيرتبط بنقص أو عدم كفاءة في الأنزيم الرئيسي المسؤول عن تكسير الهستامين وهو الأنزيم (Diamine Oxidase) اختصارا (DOA) وأحياناً كذلك الأنزيم المساعد (Histamine-N-methyltransferase) اختصارًا (HNMT) والذي يُساعد في تكسير الهستامين داخل الخلايا، ويؤدي هذا الضعف إلى تراكم كميات أكبر من الهستامين داخل الجسم وبالتالي أعراض سلبية لذلك.

## ما هو الهستامين
الهستامين مركب عضوي حيوي تنتجه بعض الخلايا في الجسم مثل الخلايا القاعدية والخلايا الصارية. له دور مهم وفعّال في وظائف الجسم المُختلفة كما يساعد جهاز المناعة لدى الإنسان (انظر أسفله). يتم إفرازه من قبل هذه الخلايا عند الحاجة وعندما تزيد كميته عن حاجة الجسم يتم تكسيره بواسطة أنزيمات خاصة لذلك.

## دور الهستامين في الجسم
- ناقل عصبي، ينقل رسائل وإشارات إلى الدماغ.[2]
- مُساعد لعملية الهضم، فهو يعتبر مُحفّز لإفراز حمض المعدة خلال عملية الهضم.[2]
- يُعتبر جزء من الاستجابة المناعية في الجسم، إذ يُطلَق كاستجابة للحساسية، الاجسام الغريبة أو الإصابات.[2]
- يلعب دوراً في توسيع الأوعية الدموية وزيادة نفاذية جدارنها عند افرازه من قبل الخلايا الصارية.

## خضروات وفاكهة طازجة تحتوي على الهستامين
- الطماطم (والكتشب والبيتزا)
- السبانخ
- الفاصوليا
- الثوم
- عيش الغراب
- الموالح
- التين
- بابايا
- البرقوق
- الزبيب
- أفوكادو
- الموز
- الفراولة

## أعراض ارتفاع الهستامين
تتشابه أعراض ارتفاع الهستامين أحياناً مع أعراض الحساسية الشائعة، علماً أنها تختلف من شخص لآخر، وتتضمن الأعراض التالية:

### الأعراض الشائعة
- الصداع، الصداع النصفي.
- احتقان الانف، مشاكل في الجيوب الانفية.
- التعب.
- الشرى «الارتيكاريا».
- مشاكل في الجهاز الهضمي.
- دورة الطمث غير المنتظمة.
- الغثيان.
- التقيؤ.

### أعراض الحالات الشديدة
- تشنجات في البطن.
- تورم الانسجة.
- ارتفاع ضغط الدم.
- معدل ضربات القلب غير المنتظم.
- القلق والتوتر.
- صعوبة في تنظيم درجة حرارة الجسم.
- دوخة، دوار.

## أسباب تؤثر على أنزيم أيض الهستامين
هناك بعض المؤثرات والعوامل التي تؤثر على الأنزيم Diamine Oxidase، منها:
- تناول بعض الأدوية التي تُعيق عمل الأنزيم أو تؤثر على إنتاجه في الجسم.
- تناول أطعمة تحُد من عمل الأنزيم داخل الجسم.
- بعض اضطرابات الجهاز الهضمي مثل متلازمة الأمعاء الراشحة (بالإنجليزية: Leaky gut syndrome)‏، مرض الأمعاء الالتهابية (بالإنجليزية: Inflammatory bowel disease)‏.
- أسباب تزيد الطلب على الأنزيم داخل الجسم، والذي قد يعاني أصلاً من نقص:

1. تناول أطعمة غنية بالهستامين بشكل متكرر.
2. تناول أطعمة تتسبب بإطلاق الهستامين في الجسم من أماكن تخزينه.
3. تناول أطعمة محفوظة أو من معلبات (أنواع من البكتيريا تطلق الهستامين في الأطعمة المعلبة بمعزل عن الهواء).
4. يُعتبر النمو الزائد لبعض أنواع البكتيريا داخل الجهاز الهضمي (بسبب سوء الهضم) أحد العوامل التي تزيد من إنتاج الهستامين وبالتالي تزيد الطلب على الأنزيم.

## علاجات مخففة
العامل المهم هو تلافي تناول أطعمة تحتوي على الهستامين. في حالة حدوث أعراض الهستامين تعالج بحمية البطاطس والأرز، وهي تستخدم بنجاح من أطباء المتخصصين في الجلد، أي فقط بطاطس، أو أرز، وسكر وملح وماء. عدم تناول الموالح كالبرتقال والليمون واليوسفي لأنها تطلق من الهيستامين المختزن في الجسم.
إذا لم يمكن تفادي تناول أطعمة تحتوي على الهستامين فيمكن تعاطي كبسولات diaminoxidase (DAO) مع الطعام لتخفيف حدة اعراض الهستامين.
في حالة الأكزيما حيث يعلو منسوب الغلوتامات في الدم ينصح الطبيب «راينهارد ياريش» بتعاطي فيتامين بي6. فيتامين ب6  يحفز الجسم على تصنيع DAO وبالتالي تخفيف تأثير الهستامين الزائد.